# 川南町立山本小学校
川南町立山本小学校（かわみなみちょうりつ やまもとしょうがっこう）は、宮崎県児湯郡川南町川南（北西部）にある公立の小学校。

## 概要
歴史
1947年（昭和22年）に川南村立川南小学校から分離し、「川南村立山本小学校」として独立。2022年（令和4年）には創立75周年を迎えた。
校章
「1953年（昭和28年）制定。桜の花弁を背景にして、中央に校名の「山本」の文字（縦書き）を図案化したものの上に「小」の文字を配している。
校歌
1953年（昭和28年）制定。作詞は小森理一、作曲は海老原直による。歌詞は3番まであり、各番の歌詞中に校名の「山本校」が登場する。
通学区域
「川南町内の学校の通学区域」（川南町ウェブサイト）を参照。中学校区は川南町立唐瀬原中学校。

## 沿革
前史・黒岩小学校
- 1873年（明治6年）-「黒岩小学校」が創立。
- 1886年（明治19年）- 小学校令が施行される。簡易科（3年制）を設置の上、「簡易黒岩小学校」となる。
- 1889年（明治22年）5月1日 - 町村制施行により、児湯郡2村（平田・川南）が合併の上、「川南村」が発足。
- 1890年（明治23年）- 尋常科（4年制）を設置の上、「尋常黒岩小学校」に改称。
- 1892年（明治25年）4月 -「黒岩尋常小学校」に改称。
- 1894年（明治27年）4月 - 校区改定により、掛迫地区の児童が須田久保尋常小学校から転入。
- 1899年（明治32年）5月 - 校区改定により、市納地区の児童が須田久保尋常小学校から転入。
- 1900年（明治33年）4月 - 垂門尋常小学校と黒岩尋常小学校の2校を統合の上、「川南尋常小学校」が新設される。
  - 黒岩小学校閉校後45年以上の間、該当校区の児童は隣村の都農村（1920年（大正9年）8月1日からは都農町）への委託により、轟尋常小学校（後に都農国民学校轟分校→都農南国民学校轟分校[3]）に通学していた。

山本小学校の創立の経緯
- 1945年（昭和20年）- 戦後、開拓者・海外引揚者・入植者の増加により、その児童も急増。このため、応急的に旧軍の兵舎を移転の上、海外引揚児童を対象に「川南村川南国民学校 海外引揚児童川南教育所」（分校・分教場）が設置される。
- 1946年（昭和21年）5月11日 - 「川南村山本国民学校」の新設が議決される。
- 1947年（昭和22年）
  - 4月 - 学制改革により、「川南村立川南小学校 海外引揚児童川南教育所」に改称。
  - 5月 - 「川南村立山本小学校」の設立認可が申請される。
  - 9月1日 - 上述の設立申請が認可される。初代校長に荒川定次が任命される。
  - 9月19日 - 川南小学校にて、分離式を挙行。
  - 9月22日 - 「川南村立山本小学校」が開校。落下傘部隊（119部隊）の2階建て旧兵舎を仮校舎とする。職員10名。児童297名。
- 1948年（昭和23年）
  - 3月 - 仮校舎（旧兵舎）から新校舎に移転を完了。
  - 4月 - 校区改定により、細・込ノ口地区の児童42名が、委託していた都農町立都農南小学校轟分校[3]から転入。PTAを結成。
- 1954年（昭和24年）5月 - 2教室を増設。
- 1951年（昭和26年）6月 - 2教室を増設。
- 1953年（昭和28年）
  - 2月11日 - 町制施行により、「川南町立山本小学校」（現校名）に改称。
  - 3月 - 創立5周年を記念して、校章・校歌を制定。
  - 10月 - 新校舎が完成。
- 1957年（昭和32年）3月 - 給食調理室が完成。
- 1959年（昭和34年）度 - 在籍児童数が516名となる（ピーク）。
- 1961年（昭和36年）3月 - 鉄筋コンクリート造南校舎（5教室）が完成。
- 1963年（昭和38年）4月 - 公民館兼講堂が完成。
- 1967年（昭和42年）10月 - プールが完成。
- 1975年（昭和50年）3月 - 体育館が完成。
- 1979年（昭和54年）11月 - 新校舎前庭の環境を整備。北校舎が完成。
- 1985年（昭和60年）7月 - プールを改修。
- 1988年（昭和63年）2月 - 南校舎が完成。
- 1992年（平成4年）1月 - 学校敷地を拡張。
- 1997年（平成9年）
  - 3月 - 創立50周年記念式典を挙行。
  - 4月 - 特殊学級（あすなろ）を再開設。
- 1998年（平成10年）7月 - プールの補修工事を完了。
- 2006年（平成18年）4月 - 特別支援学級を開設。
- 2010年（平成22年）2月 - 体育館アリーナ全面工事を実施。

## 交通
最寄りの鉄道駅
- JR九州 日豊本線 「都農駅」

最寄りのバス停留所
- 川南町トロントロンバス「山本別館」バス停（停留所番号115）[4]

最寄りの幹線道路
- 宮崎県道307号尾鈴川南停車場線・宮崎県道40号都農綾線「川南町銀座」交差点

## 周辺
- 山本地区コミュニティ・センター
- 川南町消防団第二分団第十部

## 参考資料
- 「川南町史」（川南町, 1983年（昭和58年）11月1日発行）p.815～p.821